# منطقة تاريخية

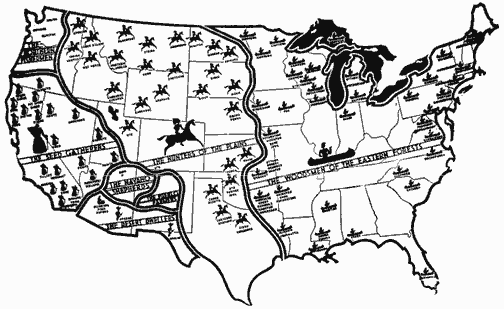

المناطق التاريخية أي الدول التاريخية عبارة عن تقاسيم جيوغرافية لدراسة وتحليل التطورات الاجتماعية للثقافات حسب فتراتها المحددة، بدون أي إشارة إلى أنظمة معاصرة—لا سياسية ولا اقتصادية ولا اجتماعية.

المبدأ الأساسي لهذا المنطلق هو أن هناك هياكل سياسية وفهمية أقدم تؤثر على هوية الناس المكانية-الاجتماعية أكثر مما يفهمه العالم المعاصر وهو مقيد بنظرته العالمية—فمثلا تركيزه على مفهوم الدولة الأمة.

التعاريف قد تتنوع، والمناطق قد تضمن مناطق كبرى مثل أوروبا أو أراضي دولة قديمة أو أقاليم أصغر. عامة، الجوار الجغرافي مطلوب لظهور هوية إقليمية. في أوروبا، الهوايا الإقليمية عادة ما هي متجذرة في عصر الهجرات، ولكنها تتعلق كذلك بفترة التحولات الإقليمية من جراء الحرب العالمية الأولى وبفترة ما بعد الحرب الباردة.
وبعض الأقاليم مصطنعة تماما، مثل «الشرق الأوسط» التي اخترعها مخطط عسكري اسمه ألفريد ثاير ماهان للإشارة إلى منطقة الخليج.